# Neàpolis de Cària
Neàpolis (en grec antic: Νεάπολις) era una ciutat de Cària situada entre Ortòsia i Afrodísias, al peu de les muntanyes de Cadme i d'Harpasa. Pomponi Mela esmenta una ciutat del mateix nom a la costa de Cària, i també Plini el Vell, que no pot ser veïna d'Harpasa, que segurament es refereixen a Mindos, que en cert moment fou reanomenada Neàpolis.
Podria ser la moderna Jenibola, prop d'Arpas Kalessi.